# Rieux-en-Cambrésis
Rieux-en-Cambrésis est une commune française, située dans le département du Nord en région Hauts-de-France.

## Géographie

### Localisation
Rieux-en-Cambrésis est située à 11 km de Cambrai, 11,4 km de Caudry, 67,8 km d'Arras et à 73,5 km de Lille.

### Communes limitrophes
| Naves      | Iwuy               | Villers-en-Cauchies |
|            | Rieux-en-Cambrésis |                     |
| Cagnoncles | Carnières          | Avesnes-les-Aubert  |

### Hydrographie

#### Réseau hydrographique
La commune est située dans le bassin Artois-Picardie. Elle est drainée par l'Erclin et le Riot de Caudry,.
L'Erclin, d'une longueur de 34 km, prend sa source dans la commune de Maurois et se jette  dans l'Escaut canalisée à Thun-Saint-Martin, après avoir traversé 16 communes. 
Le Riot de Caudry, d'une longueur de 11 km, prend sa source dans la commune de Caudry et se jette  dans l'Erclin sur la commune, après avoir traversé six communes. 

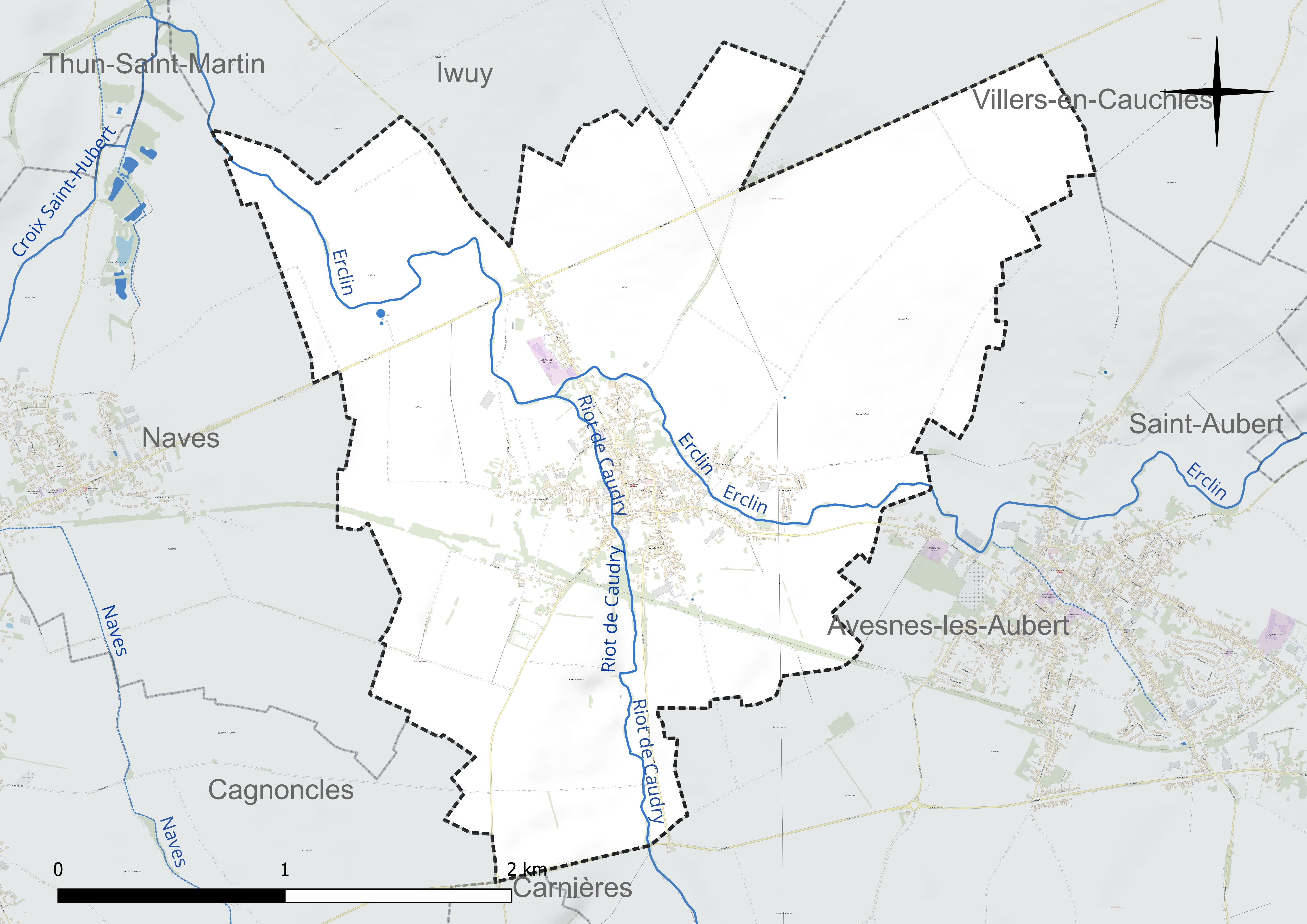
Réseau hydrographique de Rieux-en-Cambrésis.

#### Gestion et qualité des eaux
Le territoire communal est couvert par le schéma d'aménagement et de gestion des eaux (SAGE) « Escaut ». Ce document de planification concerne un territoire de 2 005 km2 de superficie, délimité par le bassin versant de l'Escaut. Le périmètre a été arrêté le 9 juin 2006 et le SAGE proprement dit a été approuvé le 13 juillet 2021. La structure porteuse de l'élaboration et de la mise en œuvre est le syndicat mixte Escaut et Affluents (SyMEA). 
La qualité des cours d'eau peut être consultée sur un site dédié géré par les agences de l'eau et l'Agence française pour la biodiversité. 

### Climat
Pour des articles plus généraux, voir Climat des Hauts-de-France et Climat du Nord.
En 2010, le climat de la commune est de type climat océanique dégradé des plaines du Centre et du Nord, selon une étude du CNRS s'appuyant sur une série de données couvrant la période 1971-2000. En 2020, Météo-France publie une typologie des climats de la France métropolitaine dans laquelle la commune est dans une zone de transition entre le climat océanique et le climat océanique altéré et est dans la région climatique  Nord-est du bassin Parisien, caractérisée par un ensoleillement médiocre, une pluviométrie moyenne régulièrement répartie au cours de l'année et un hiver froid (3 °C). 
Pour la période 1971-2000, la température annuelle moyenne est de 10,4 °C, avec une amplitude thermique annuelle de 15 °C. Le cumul annuel moyen de précipitations est de 706 mm, avec 12,5 jours de précipitations en janvier et 9,2 jours en juillet. Pour la période 1991-2020, la température moyenne annuelle observée sur la station météorologique la plus proche, située sur la commune de Valenciennes à 21 km à vol d'oiseau, est de 11,0 °C et le cumul annuel moyen de précipitations est de 694,1 mm,. Pour l'avenir, les paramètres climatiques de la commune estimés pour 2050 selon différents scénarios d'émission de gaz à effet de serre sont consultables sur un site dédié publié par Météo-France en novembre 2022.

## Urbanisme

### Typologie
Au 1er janvier 2024, Rieux-en-Cambrésis est catégorisée petite ville, selon la nouvelle grille communale de densité à sept niveaux définie par l'Insee en 2022.
Elle est située hors unité urbaine. Par ailleurs la commune fait partie de l'aire d'attraction de Cambrai, dont elle est une commune de la couronne,. Cette aire, qui regroupe 64 communes, est catégorisée dans les aires de 50 000 à moins de 200 000 habitants,.

### Occupation des sols
L'occupation des sols de la commune, telle qu'elle ressort de la base de données européenne d'occupation biophysique des sols Corine Land Cover (CLC), est marquée par l'importance des territoires agricoles (88,7 % en 2018), en diminution par rapport à 1990 (90,9 %). La répartition détaillée en 2018 est la suivante : 
terres arables (88,7 %), zones urbanisées (11,3 %). L'évolution de l'occupation des sols de la commune et de ses infrastructures peut être observée sur les différentes représentations cartographiques du territoire : la carte de Cassini (XVIIIe siècle), la carte d'état-major (1820-1866) et les cartes ou photos aériennes de l'IGN pour la période actuelle (1950 à aujourd'hui).

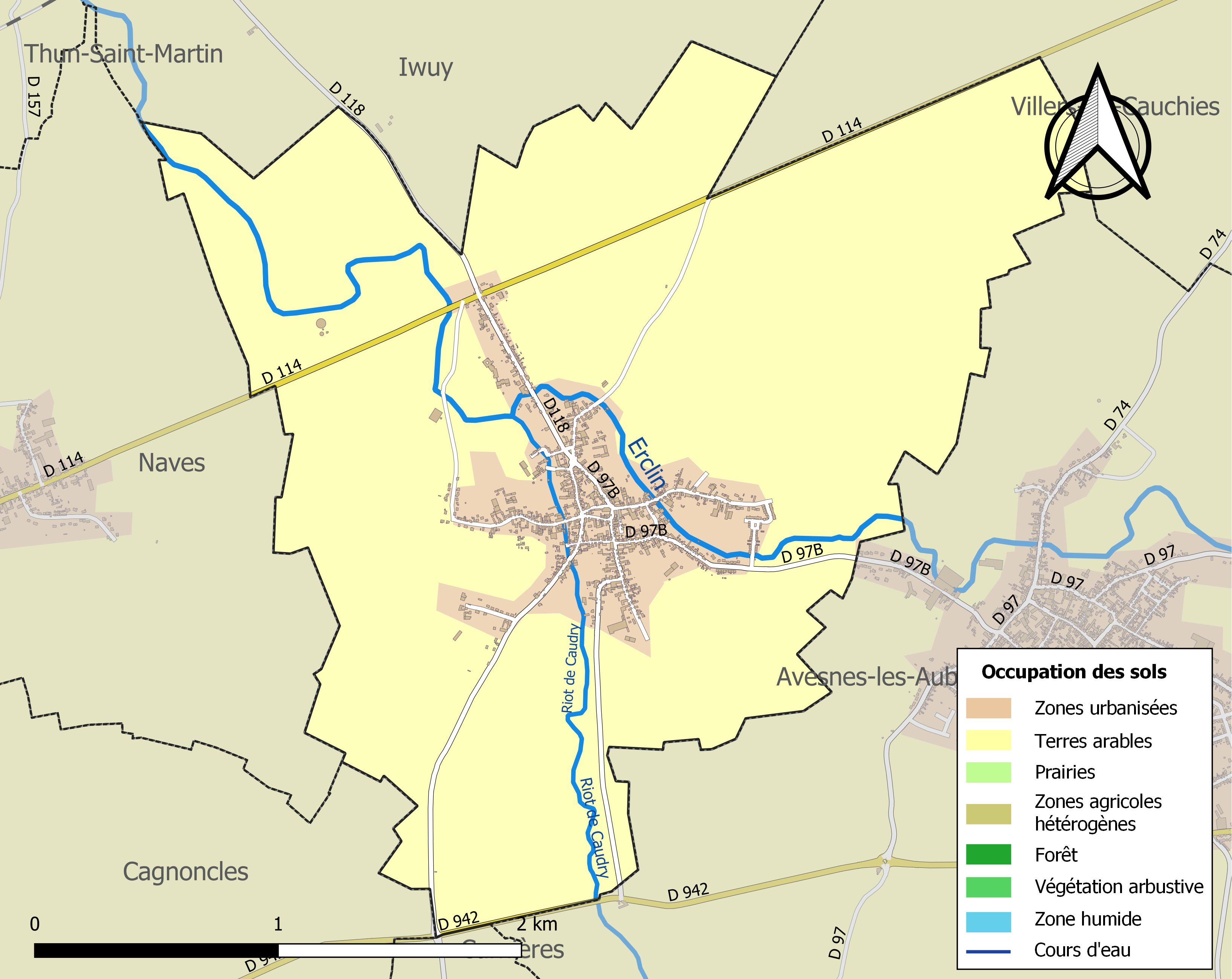
Carte des infrastructures et de l'occupation des sols de la commune en 2018 (CLC).

### Voies de communication et transports
La commune est desservie par le réseau de transports urbains de la Communauté d'agglomération de Cambrai appelé TUC (Transports Urbains du Cambrésis), par la ligne 10,.

## Toponymie
On trouve le village mentionné au long des XIe au XIVe siècles sous les noms Rivia, Ruva, Rued, Riew, Riwe, Riu, Riuwe ou Rivaria, Rieuwe. Boniface rapproche ces noms du bas-latin rius ou rivus (rivière) ou riparia, rivaria (rivière, fleuve, torrent) et interprète le nom comme « ravin ou ruisseau ». Mannier voit aussi un rapprochement possible de Rued avec rodium (défrichement), ou de Rieux avec le mot local riez, qui désigne une terre inculte.
Le nom officiel de la commune est Rieux-en-Cambrésis depuis 1962.

## Histoire
La commune a été régie sous les seigneurs Saint-Aubert, Fagnœulles, et De Sucre.

## Politique et administration
Rieux-en-Cambrésis est située dans l'arrondissement de Cambrai et le canton de Caudry (anciennement dans le canton de Carnières). Le village est également membre de la communauté d'agglomération de Cambrai et du syndicat intercommunal d'aménagement du bassin de l'Erclin (SIABE).
Maire en 1802-1803 : Jean Baptiste Demory.
Maire en 1807 : Canonne.
Maire en 1881 : Wilmot.
Le maire actuel de Rieux est Michel Moussi, élu pour un premier mandat en mars 2001 et réélu dès le premier tour en mars 2008 avec 63,18 % des suffrages face à Delphine Bataille, puis en mars 2014 avec 56,06 % face à Francis Boulanger et Daniel Boulinguez.
| Période                                  | Période   | Identité           | Étiquette | Qualité                      |
| ---------------------------------------- | --------- | ------------------ | --------- | ---------------------------- |
| octobre 1947                             | mars 1977 | Joseph Dollet      |           |                              |
| mars 1977                                | mars 2001 | Christian Bataille | PS        | Député du Nord (1988 → 2017) |
| mars 2001                                | en cours  | Michel Moussi      | DVD       |                              |
| Les données manquantes sont à compléter. |           |                    |           |                              |

### Politique environnementale
La protection et la mise en valeur de l'environnement font partie des compétences optionnelles de la communauté d'agglomération de Cambrai.

## Population et société

### Démographie

#### Évolution démographique
L'évolution du nombre d'habitants est connue à travers les recensements de la population effectués dans la commune depuis 1793. Pour les communes de moins de 10 000 habitants, une enquête de recensement portant sur toute la population est réalisée tous les cinq ans, les populations de référence des années intermédiaires étant quant à elles estimées par interpolation ou extrapolation. Pour la commune, le premier recensement exhaustif entrant dans le cadre du nouveau dispositif a été réalisé en 2008.

En 2022, la commune comptait 1 432 habitants, en évolution de −1,92 % par rapport à 2016 (Nord : +0,51 %, France hors Mayotte : +2,11 %).
| 1793  | 1800  | 1806  | 1821  | 1831  | 1836  | 1841  | 1846  | 1851  |
| ----- | ----- | ----- | ----- | ----- | ----- | ----- | ----- | ----- |
| 1 400 | 1 331 | 1 414 | 1 529 | 1 710 | 1 781 | 1 888 | 1 955 | 1 778 |

| 1856  | 1861  | 1866  | 1872  | 1876  | 1881  | 1886  | 1891  | 1896  |
| ----- | ----- | ----- | ----- | ----- | ----- | ----- | ----- | ----- |
| 1 934 | 2 056 | 2 120 | 2 195 | 2 219 | 2 220 | 2 226 | 2 202 | 2 176 |

| 1901  | 1906  | 1911  | 1921  | 1926  | 1931  | 1936  | 1946  | 1954  |
| ----- | ----- | ----- | ----- | ----- | ----- | ----- | ----- | ----- |
| 2 249 | 2 117 | 1 974 | 1 788 | 1 831 | 1 760 | 1 654 | 1 572 | 1 604 |

| 1962  | 1968  | 1975  | 1982  | 1990  | 1999  | 2006  | 2008  | 2013  |
| ----- | ----- | ----- | ----- | ----- | ----- | ----- | ----- | ----- |
| 1 565 | 1 470 | 1 421 | 1 384 | 1 416 | 1 360 | 1 454 | 1 480 | 1 504 |

| 2018  | 2022  | - | - | - | - | - | - | - |
| ----- | ----- | - | - | - | - | - | - | - |
| 1 429 | 1 432 | - | - | - | - | - | - | - |

#### Pyramide des âges
La population de la commune est relativement jeune.
En 2018, le taux de personnes d'un âge inférieur à 30 ans s'élève à 33,0 %, soit en dessous de la moyenne départementale (39,5 %). À l'inverse, le taux de personnes d'âge supérieur à 60 ans est de 26,6 % la même année, alors qu'il est de 22,5 % au niveau départemental.
En 2018, la commune comptait 721 hommes pour 708 femmes, soit un taux de 50,45 % d'hommes, largement supérieur au taux départemental (48,23 %).
Les pyramides des âges de la commune et du département s'établissent comme suit.
| Hommes | Classe d’âge | Femmes |
| ------ | ------------ | ------ |
| 1,0    | 90 ou +      | 3,7    |
| 6,0    | 75-89 ans    | 9,9    |
| 16,4   | 60-74 ans    | 16,5   |
| 22,1   | 45-59 ans    | 21,2   |
| 18,9   | 30-44 ans    | 18,6   |
| 15,0   | 15-29 ans    | 14,1   |
| 20,8   | 0-14 ans     | 16,0   |

| Hommes | Classe d’âge | Femmes |
| ------ | ------------ | ------ |
| 0,5    | 90 ou +      | 1,4    |
| 5,3    | 75-89 ans    | 8,1    |
| 14,8   | 60-74 ans    | 16,2   |
| 19,1   | 45-59 ans    | 18,4   |
| 19,5   | 30-44 ans    | 18,7   |
| 20,7   | 15-29 ans    | 19,1   |
| 20,2   | 0-14 ans     | 18     |

### Enseignement

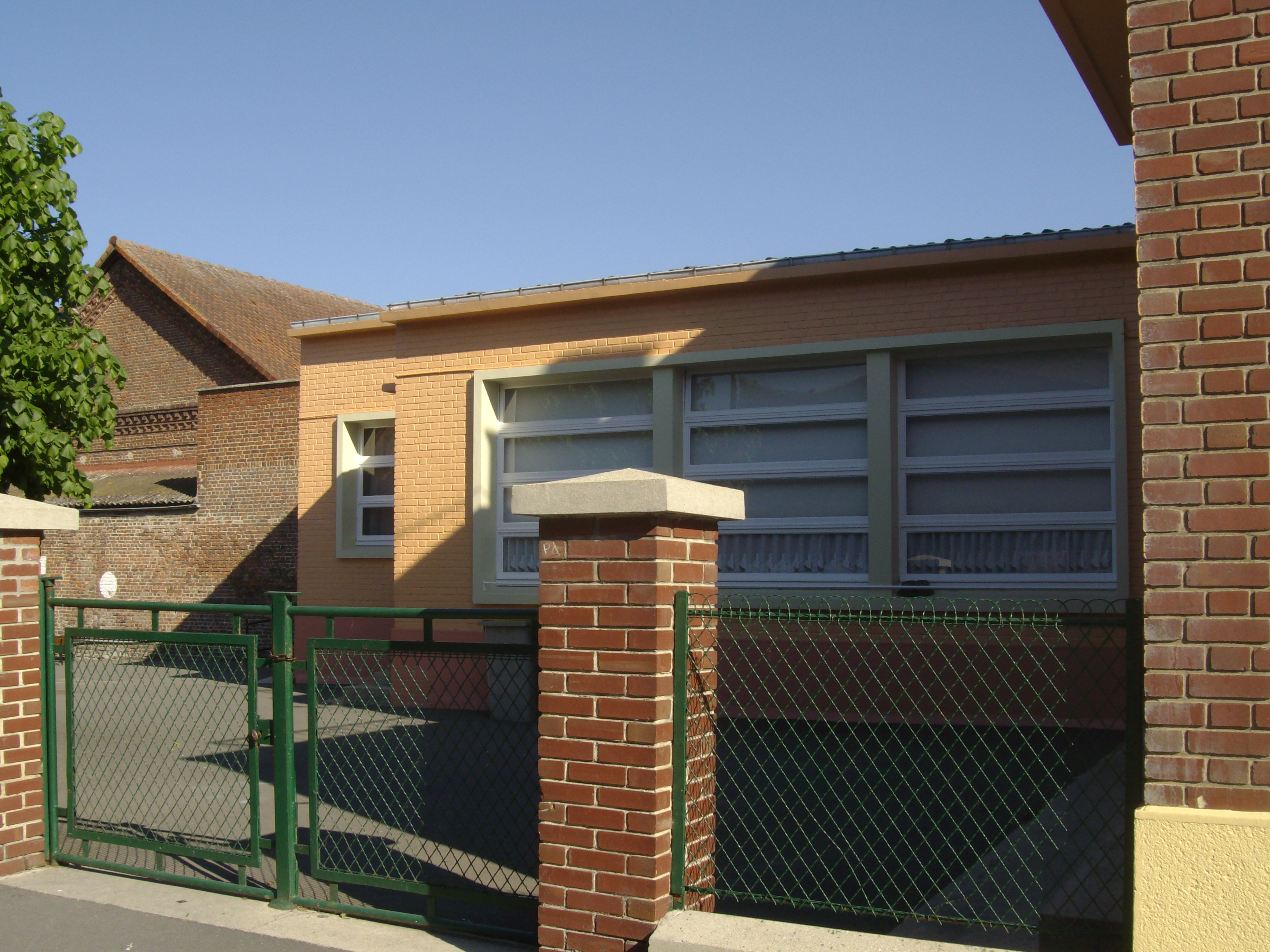
L'école maternelle

La commune gère l'école maternelle et primaire Jean-Jaurès.

## Culture locale et patrimoine

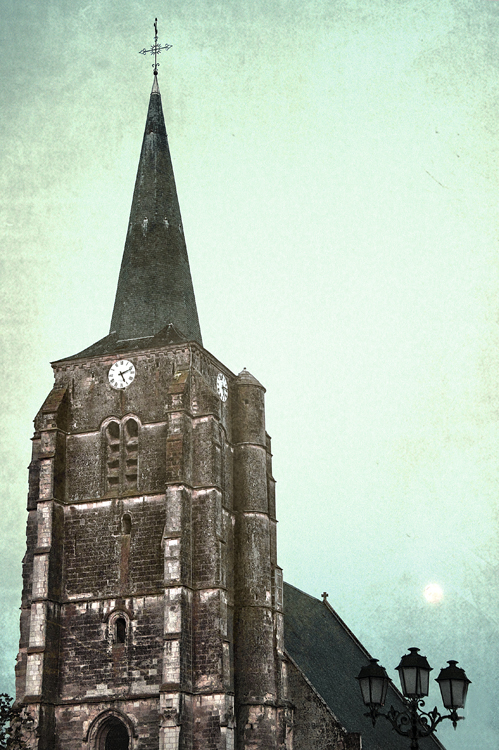
L'église de Rieux-en-Cambrésis

### Lieux et monuments
- Église  Inscrit MH (1984)[31]
- Mairie
- Ancien temple protestant[32]
- Le château de Rieux

### Héraldique
|  | les armoiries de la famille des seigneurs De Sucre (1697) se blasonnent ainsi : « D'argent à une fasce de sable. » Le blason des seigneurs Fagnœulles: « d'or à un double trécheur fleuronné et contre fleuronné de sinople, au sautoir de gueules brochant sur le tout. » |

### Activités associatives, culturelles, festives et sportives
Un carnaval est organisé tous les 2 ans par l'association « Lé Lo Pia de Riu » avec ses 2 géants locaux Binot et Binette.
Les habitants de Rieux, parlent couramment le ch'ti[réf. souhaitée], patois mis en valeur notamment grâce à Dany Boon et son spectacle "A s'baraque et en ch'ti" mais surtout grâce à son film Bienvenue chez les Ch'tis.

## Personnalités liées à la commune
- Christian Bataille, député du Nord, né à Rieux dont il fut le maire de mars 1977 à mars 2001.
- Delphine Bataille, sénatrice du Nord, fille du précédent, candidate à Rieux aux élections municipales de 2008.

## Pour approfondir